# Markus Söder
Markus Thomas Theodor Söder (Norimberga, 5 gennaio 1967) è un politico tedesco, dal marzo 2018 presidente della Baviera e dal gennaio 2019 leader dell'Unione Cristiano-Sociale (CSU).

## Biografia
Söder è cresciuto insieme a una sorella a Norimberga-Schweinau. I genitori, Max e Renate Söder, gestivano una piccola impresa edile a Norimberga. Dopo essersi diplomato al liceo nel 1986, ha effettuato il servizio militare a Norimberga. Dal 1987 studia legge all'Università Friedrich Alexander di Erlangen-Norimberga con una borsa di studio della Konrad Adenauer Foundation. Si è laureato alla fine degli anni '80 con una tesi sulle antiche tradizioni giuridiche tedesche. Dal 1992 al 1993 ha completato un tirocinio presso la Bavarian Radio (BR), dopo di che ha lavorato fino al 1994 presso la sede di Monaco.

### Carriera politica
È entrato nella CSU e nella sua organizzazione giovanile all'età di 16 anni. Nel 1994, quando aveva solo 27 anni, è stato eletto al Landtag, il Parlamento bavarese. Tra il 1995 e il 2003 ha presieduto il movimento giovanile della CSU prima di diventare segretario generale del partito all'età di 36 anni. È entrato a far parte del governo bavarese nel 2007 quando Günther Beckstein lo nomina ministro degli affari federali ed europei. Diventa ministro dell'ambiente nel 2008 e poi ministro delle finanze tre anni più tardi. 
Come ministro delle finanze nel governo statale presieduto da Horst Seehofer, Söder era anche uno dei rappresentanti dello stato presso il Bundesrat, dove faceva parte del comitato finanziario. 
Durante queste periodo Söder è stato incaricato di supervisionare il processo di ristrutturazione della sofferente BayernLB, banca di Monaco, nel tentativo di ottenere l'approvazione di un pacchetto di aiuti da parte della Commissione europea. Nel 2014 ha spinto BayernLB a vendere la sua unità MKB ungherese al governo di quel paese, ponendo fine a un investimento sfortunato che era costato alla banca perdite di 2 miliardi di euro in 20 anni. Nel 2015 Söder e il suo omologo austriaco Hans Jörg Schelling hanno concordato un accordo provvisorio che ha risolto una serie di controversie legali dei due governi derivanti dal crollo della banca regionale carinziana Hypo Alpe-Adria-Bank International. Secondo il protocollo d'intesa, l'Austria deve pagare 1,23 miliardi di euro alla Baviera.
Sempre nel 2012 Söder e il presidente bavarese Horst Seehofer hanno intentato una causa dinanzi alla Corte costituzionale federale, chiedendo ai giudici di appoggiare la loro richiesta di revisione del sistema tedesco di trasferimenti finanziari dagli stati più ricchi (come la Baviera) alle economie più deboli del paese. Su iniziativa di Söder, la Baviera ha anche intrapreso un'azione legale contro la Volkswagen per i danni causati dallo scandalo dei falsi test sulle emissioni. All'epoca, Söder sosteneva che il fondo pensione statale per i dipendenti pubblici aveva perso fino a 700.000 euro proprio a causa dello scandalo.
Dopo le pesanti perdite subite dalla CSU alle elezioni nazionali del 2017, Seehofer ha deciso di rimanere presidente del partito ma di fare un passo indietro nella leadership della Baviera. Dal 16 marzo 2018 Söder ricopre così l'incarico di presidente della Baviera. Nelle elezioni statali del 14 ottobre 2018 la CSU ha perso la maggioranza assoluta, ma è stata il partito più forte con il 37,2%. Tuttavia, fu il peggior risultato elettorale statale della CSU dal 1950. Söder formò una coalizione con i Liberi Elettori (gabinetto Söder II) e fu rieletto Primo Ministro il 6 novembre con 110 su 204 voti espressi. Dal 19 gennaio 2019 guida anche la presidenza della CSU dopo essere stato eletto con l'87,4% dei voti.

## Vita privata

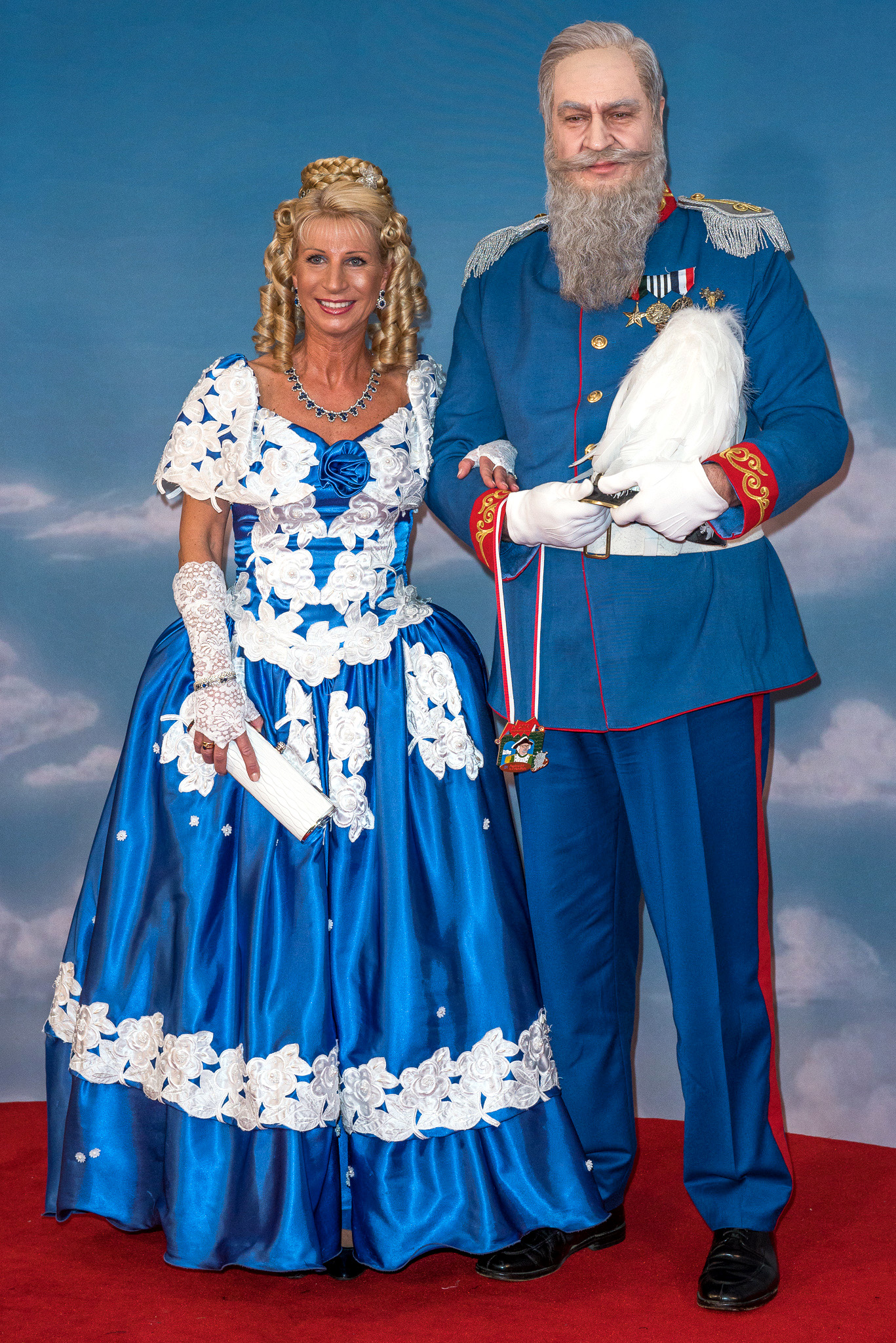
Söder e sua moglie Karin durante il carnevale 2018; Söder è vestito da Ludovico, Principe reggente di Baviera, e indossa l'uniforme di Generale del Regno di Baviera

Dal 1999 Söder, protestante, è sposato con Karin Baumüller, appartenente alla famiglia proprietaria del gruppo Baumüller di Norimberga, leader nella produzione di automazione elettrica e sistemi di azionamento. La coppia ha tre figli. Da una precedente relazione Söder ha avuto un'altra figlia.

## Posizioni politiche

### Integrazione europea
Durante la crisi del debito pubblico greco, Söder è stato tra i più accesi nel chiedere alla Grecia di lasciare l'Eurozona. Entro il 2012, ha detto in un'intervista: "Atene deve essere un esempio che questa zona euro può anche mostrare i denti".
All'inizio del 2018, Söder ha ribadito la sua opposizione a qualsiasi espansione della zona euro per includere paesi come Bulgaria e Romania, all'introduzione degli Eurobond e alla creazione di un posto di ministro delle Finanze europeo.

### Politica interna
Nel 2012, sotto la guida di Söder, la Baviera ha promesso 500.000 euro (687.546 dollari) in finanziamenti pubblici per l'Istituto di storia contemporanea (IfZ) con sede a Monaco di Baviera per produrre una versione critica e annotata del Mein Kampf di Adolf Hitler per la pubblicazione nel 2015 quando il copyright è scaduto. Söder disse all'epoca che la pubblicazione avrebbe lo scopo di "demistificare" il manifesto di Hitler. Nel 2013, tuttavia, il governo bavarese ha terminato i suoi finanziamenti per il progetto.
Nel 2018, il governo di Söder ha emanato il Kreuzpflicht, un obbligo di esporre croci all'ingresso di edifici pubblici. Söder ha affermato che le croci non devono essere viste come simboli cristiani, ma come simboli dell'identità culturale bavarese.
Durante la sua campagna per le elezioni statali del 2018, Söder ha fatto appello ai tradizionalisti, cercando anche di migliorare la reputazione high-tech di "laptop e Lederhosen" della Baviera con la promessa di un nuovo programma spaziale per lo stato e un maggiore accesso a Internet ad alta velocità.

### Immigrazione
Durante tutta la crisi europea dei migranti, Söder ha criticato più volte le politiche sui migranti di Angela Merkel. Ha parlato di un "enorme divario di sicurezza" perché la posizione di centinaia di migliaia di migranti non era ancora chiara e dubitava fortemente che l'integrazione di così tante persone potesse avere successo. Secondo Söder, i tedeschi non volevano una società multiculturale. I rifugiati dovrebbero tornare nei loro paesi d'origine quando possibile. Il detto "Wir schaffen das" ("Possiamo farlo") della cancelliera Merkel non era "il segnale giusto", suggerì invece "Wir haben verstanden" ("Abbiamo capito").

### Criteri famiglia
In un'intervista del luglio 2020 con Ulrich Wickert, Söder ha sostenuto il matrimonio tra persone dello stesso sesso in Germania.

### Politica estera
In qualità di Ministro-Presidente, Söder ha fatto diversi viaggi all'estero, anche per incontri con il presidente etiope Sahle-Uork Zeudé (2019)e il presidente russo Vladimir Putin (2020).